# Gryllus signatus
Gryllus signatus är en insektsart som beskrevs av Walker, F. 1869. Gryllus signatus ingår i släktet Gryllus och familjen syrsor. Inga underarter finns listade i Catalogue of Life.